# Agapetus taho
Agapetus taho là một loài Trichoptera trong họ Glossosomatidae. Chúng phân bố ở miền Tân bắc.